# Ligne 9 du métro de Pékin
La ligne 9 est l'une des 25 lignes du réseau métropolitain de Pékin, en Chine.

## Tracé et stations
La ligne circule sur 16,5 km et relie la Bibliothèque nationale au nord à Guogongzhuang au sud. Elle est en correspondance avec les lignes 1, 4, 6, 7, 10, 14, ainsi que la ligne Fangshan.

## Histoire
Les travaux de construction commencent en avril 2007 et la première section entre Guogongzhuang et la gare de Pékin-Ouest est mise en service le 31 décembre 2011. Le prolongement entre la gare et la Bibliothèque nationale est ouvert le 30 décembre 2012 et la station Musée militaire le 21 décembre 2013, permettant la correspondance avec la ligne 1.